# Lippesches Landhaus

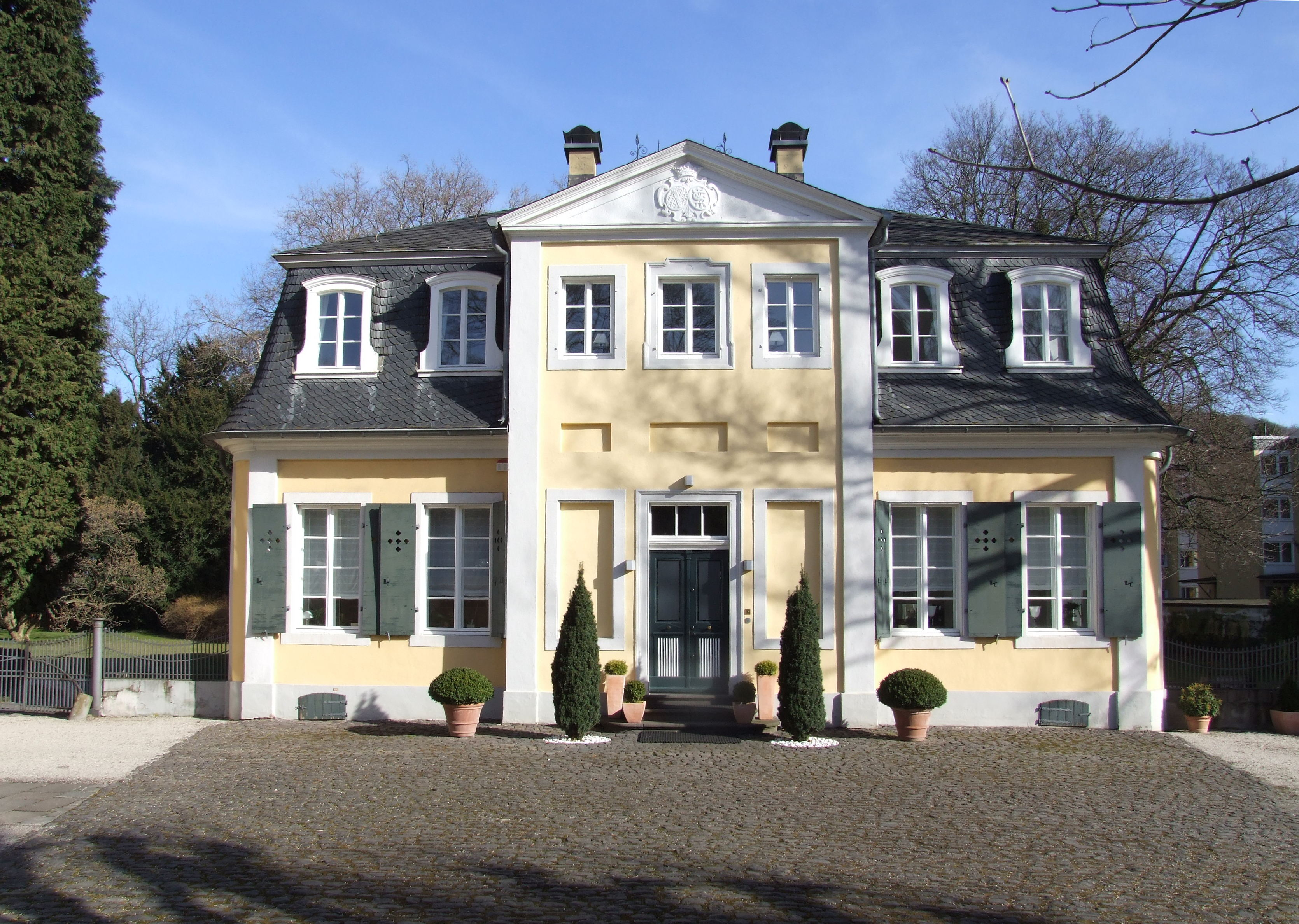
Lippesches Landhaus, Herrenhaus (2008)

Das Lippesche Landhaus (auch Lippesches Palais) ist ein Palais in Oberkassel, einem Ortsteil des Bonner Stadtbezirks Beuel, das zwischen 1750 und 1760 errichtet wurde. Es befindet sich an der Ostseite der Königswinterer Straße (Hausnummern 705–709). Das Landhaus, bestehend aus zwei Häusern, steht als Baudenkmal unter Denkmalschutz.

## Geschichte
Das Lippesche Landhaus entstand als barockes Lustschloss nach einem Entwurf des Architekten und Baumeisters Johann Conrad Schlaun für Johann Gerhard Edler von Meinertzhagen (1682–1761) aus Köln, einen kurpfälzischen Rat und Pfennigmeister des Westfälischen Kreises, und dessen aus Frankfurt abstammende Ehefrau Margaretha du Fay. Der genaue Bauzeitraum des Hauses konnte bislang nicht ermittelt werden; in einem Weistum des Bischofshofes zu Oberkassel („Buschhof“) vom 4. August 1751 ist jedoch bereits ein Grundstück verzeichnet, das von Meinertzhagen gepachtet hatte. Nach dem Tod von Meinertzhagens ging das Anwesen 1770 durch Heirat seiner Tochter Elisabeth Johanna (1752–1811) in den Besitz des Grafen Friedrich Wilhelm zur Lippe-Biesterfeld (1737–1803) über. Seinerzeit umfasste die Besitzung ein Herrenhaus und zwei vorspringende Seitenflügel – der nördliche (Kavaliershaus) mit Gartensaal und Gartengebäude, der südliche mit Remisen –, denen südlich ein Wirtschaftshof mit zum Teil in Fachwerk ausgeführten Bauten (datiert 1764) vorgelagert war. Die Gartenanlagen wurden Anfang des 19. Jahrhunderts durch Peter Joseph Lenné den Älteren im Stil des Rokoko neugestaltet.

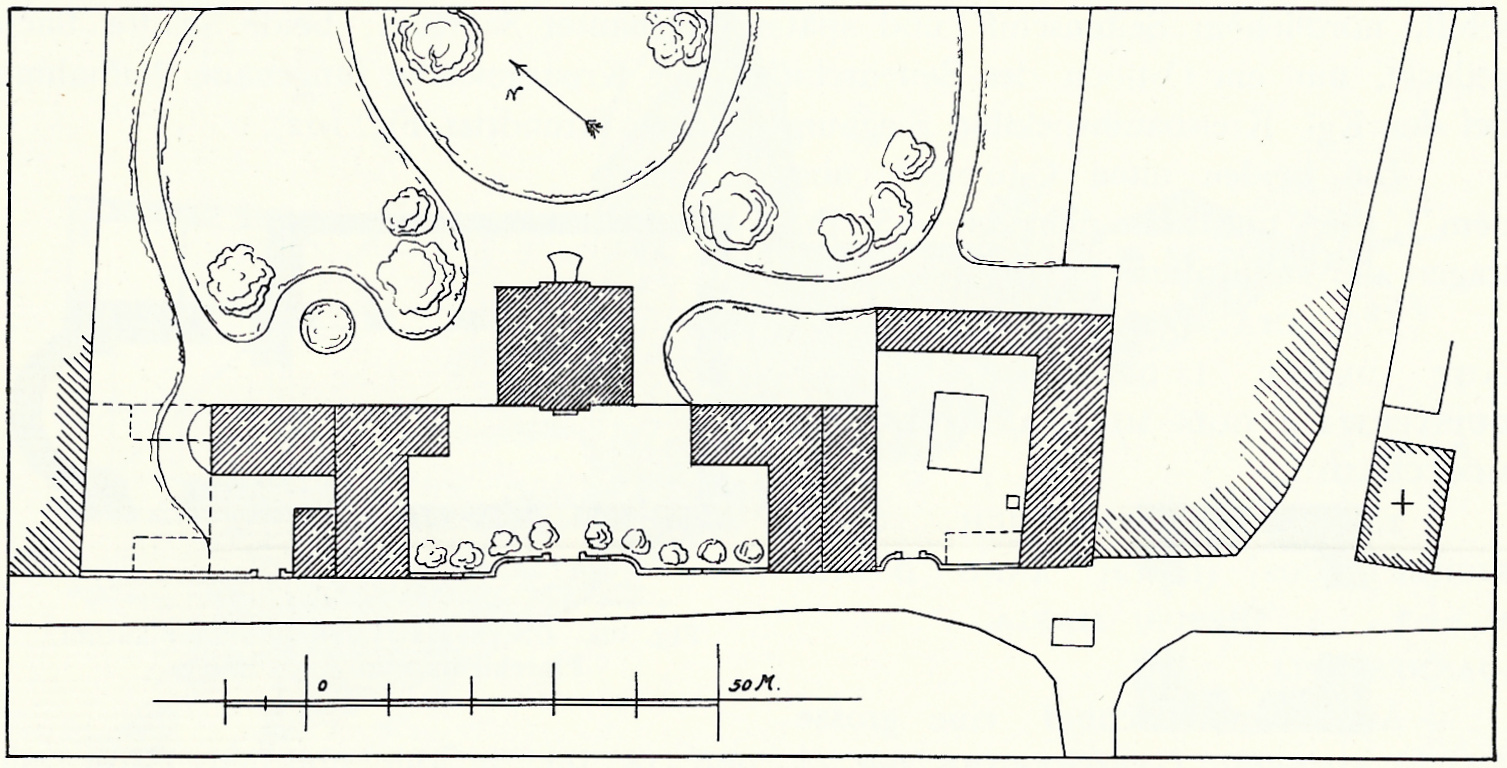
Lageplan (1907)

Die Grafen und späteren Fürsten zu Lippe-Biesterfeld blieben 209 Jahre im Besitz des Landhauses. Der Überlieferung nach war Ludwig van Beethoven in dem Haus als Klavierlehrer für die Töchter der Familie tätig. Der Grafregent Ernst zur Lippe-Biesterfeld ließ 1902 einen bis zum Rhein reichenden Park mit Teehaus und Pavillon anlegen. Von ihm kam das Gut für kurze Zeit an seinen älteren Sohn, den letzten regierenden Fürsten Leopold IV. zur Lippe, der hier 1871 geboren worden war und das Haus samt Gut im Jahre 1905, zusammen mit der Abtei Heisterbach, die als Grablege der Familie diente, seinem Bruder, dem Prinzen Bernhard zur Lippe, übertrug. Dieser lebte auch auf dem Gut Reckenwalde (Provinz Posen). Sein Sohn Bernhard zur Lippe-Biesterfeld wurde Prinzgemahl der Niederlande. Von 1914 bis zum Anfang der 1930er Jahre bewohnte der Porträtmaler Paul Türoff das Herrenhaus.
Im Jahre 1930 erfolgte der Abriss der Wirtschaftsgebäude des Gutes. Dem Zweiten Weltkrieg fiel der südliche Seitenflügel zum Opfer, der nördliche wurde nach Kriegsende um einen Anbau erweitert. Finanzielle Probleme der Fürstenfamilie führten in der nachfolgenden Zeit zu einer mangelnden Pflege und Instandhaltung des Anwesens. 1952 übernahm die Gemeinde Oberkassel den bis zum Rhein reichenden Teil des Grundstücks zur Einrichtung eines Bürgerparks. Ende der 1950er Jahre erfolgten letztmals Sanierungsanstrengungen durch den seinerzeitigen Hauseigentümer, Ernst August Prinz zur Lippe; 1970 verlegte er mit seiner Familie den Wohnsitz nach Schloss Syburg in Mittelfranken. 1979 erwarb das Versorgungswerk der Architektenkammer Baden-Württemberg das Lippesche Landhaus. Es folgte eine umfangreiche Restaurierung von 1980 bis 1982, nach deren Abschluss die Bundesarchitektenkammer im September 1982 ihren Sitz in dem Herrenhaus des Palais nahm. Der übrige Teil der Liegenschaft, das Kavaliershaus (nördlicher Seitenflügel), wurde gewerblich vermietet.
Nachdem die Bundesarchitektenkammer 1999 nach Berlin umzog und auch die gewerblich genutzten Räumlichkeiten leerstanden, verkaufte das Versorgungswerk der Architektenkammer das Lippesche Landhaus Ende 2002 in Privatbesitz. Das Herrenhaus bezog einer der neuen Hausherrn, während das Kavaliershaus im oberen Teil in Mietwohnungen und im unteren Teil für eine gewerbliche Nutzung umgebaut wurde.

## Architektur
Das Palais gliedert sich in das Herrenhaus (Königswinterer Straße 709) und das Kavaliershaus (Königswinterer Straße 705–707), die keine bauliche Verbindung besitzen. Das Herrenhaus ist eingeschossig in verputztem Bruchstein und Ziegel auf quadratischem Grundriss errichtet. Es umfasst auf der Straßen- und Gartenfront sieben und seitlich drei Fensterachsen mit abgerundeten Ecken, die als typisch für den Architekten Schlaun gelten. Auf den Frontfassaden springt jeweils ein zweigeschossiger, giebelbekrönter Mittelrisalit leicht vor, der drei Fensterachsen einnimmt und über Ecklisenen und Blendfelder verfügt. Den oberen Abschluss des Gebäudes bildet ein steiles Mansarddach mit geschweiften Gauben. Der Giebel trägt jeweils das Ehewappen der Bauherren (Meinertzhagen/du Fay). Die innere Raumstruktur des Herrenhauses im Sinne eines barocken Lustschlosses ist erhalten.
Das Kavaliershaus ist der ehemalige nördliche Seitenflügel des Palais, der unter anderem einen Spiegelsaal enthält. Der Vorhof ist mit alten Bäumen bestanden und von der Königswinterer Straße durch eine Mauer mit dem Eingangstor abgegrenzt. Das Grundstück umfasst insgesamt eine Fläche von 3000 m², Herren- und Kavaliershaus beinhalten eine Wohn- und Nutzfläche von ca. 1.500 m².